# BonBon Girls 303
BonBon Girls 303 (chinês simplificado: 硬糖少女303, pinyin: Yìng táng shàonǚ 303) foi um girl group idol chinês, formado por meio do reality show Produce Camp 2020 na Tencent Video. O grupo, gerenciado pela Sony Music Entertainment e Tencent Penguin Picture, é composto por sete membros: Curley Gao, Zhao Yue, Wang Yijin, Chen Zhuoxuan, Nene / Zheng Naixin, Sally / Liu Xiening e Zhang Yifan.
Elas fizeram sua estréia em 4 de julho de 2020, com a música "BonBon Girls"

## História

### Pré-estréia: Produce Camp 2020
As integrantes participaram como trainees do programa Produce Camp 2020 antes de estrear como membros do BonBon Girls 303 em 4 de julho. O grupo inclui Xilin Nayi Gao, Zhao Yue, Wang Yijin, Chen Zhuoxuan, Zheng Naixin, Liu Xiening e Zhang Yifan.

### 2020 - presente: Estréia como BonBon Girls 303
O grupo lançou seu primeiro EP The Law of Hard Candy (硬糖定律) e seu single principal BONBON GIRLS no dia 11 de agosto de 2020.

## Integrantes
- Curley Gao/Xilin Nayi Gao (希林娜依·高)
- Zhao Yue (赵粤)
- Wang Yijin (王艺瑾)
- Chen Zhuoxuan (陈卓璇)
- Nene/Zheng Naixin (郑乃馨)
- Sally/Liu Xiening (刘些宁)
- Zhang Yifan (张艺凡)

## Discografia

### Extended plays
| Título                           | Detalhes | Vendas         | Certificações        |
| -------------------------------- | --- | -------------- | -------------------- |
| The Law of Hard Candy (硬糖定律) | - Lançamento: 11 de agosto de 2020 - Gravadora: Wajijiwa Entertainment, Tencent - Formato: Download digital, streaming Track listing 1. 你最最最重要 (You Are Everything To Me) 2. BONBON GIRLS 3. 硬要赢 (We Are Young) 4. 前方超A预警 (Super A Warning Ahead) 5. PLMM 6. 你最最最重要 (You Are Everything To Me) (Inst.) 7. BONBON GIRLS (Inst.) | - CHN: 782,072 | - QQ Music: Diamante |

### Singles
| Título                                    | Ano  | Melhor posição nas paradas musicais | Álbum                            |
| Título                                    | Ano  | CHN                                 | Álbum                            |
| ----------------------------------------- | ---- | ----------------------------------- | -------------------------------- |
| "You Are Everything To Me" (你最最最重要) | 2020 | —                                   | The Law of Hard Candy (硬糖定律) |
| "BONBON GIRLS"                            | 2020 | —                                   | The Law of Hard Candy (硬糖定律) |
| "We Are Young" (硬要赢)                   | 2020 | —                                   | The Law of Hard Candy (硬糖定律) |
| "Super A Warning Ahead" (前方超A预警)     | 2020 | —                                   | The Law of Hard Candy (硬糖定律) |
| "PLMM"                                    | 2020 | —                                   | The Law of Hard Candy (硬糖定律) |